# Hiro (japanisches Längenmaß)
Hiro war ein japanisches Längenmaß und wurde für die Tiefenmessung in der Seefahrt angewendet. Das Maß galt als Klafter.
- 1 Hiro (jap. 尋) = 6 Shaku (尺) (jap. Fuß) = 1,818 Meter
- gelegentlich auch: 1 Hiro = 5 Shaku = 1,515 Meter